# Jiří Stránský
Jiří Stránský (12. srpna 1931 Praha – 29. května 2019) byl český spisovatel, scenárista, dramatik, překladatel, básník a skaut.

## Život
Jiří Stránský byl z matčiny strany vnukem předsedy meziválečné československé vlády Jana Malypetra. Mezi jeho příbuzné patřil i zakladatel českého skautingu Antonín Benjamin Svojsík.
Studoval gymnázium, měl maturovat v roce 1950, byl však ze školy těsně před maturitou z politických důvodů vyloučen. Živil se pak manuálně, později nastoupil do tiskového oddělení pražského propagačního podniku, kde pracoval až do odvodu do lidové armády k PTP útvarům. V lednu roku 1953 byl zatčen a obviněn z velezrady. Za tento vykonstruovaný zločin byl komunistickou justicí odsouzen na osm let vězení (souzen jako mladistvý). Ve vězení prošel několik pracovních táborů včetně jáchymovských uranových dolů. Roku 1960 byl amnestován. Po propuštění se živil jako kopáč u Vodních staveb, od roku 1965 pracoval u Benziny, při této práci externě spolupracoval jako asistent s filmovým studiem Barrandov. Roku 1974 byl za údajné rozkrádání odsouzen na tři a půl roku do vězení (podmíněně propuštěn po polovině trestu). Po návratu z vězení pracoval jako technik v Československém státním souboru písní a tanců až do roku 1990(?) a v této době dále externě spolupracoval s filmem.
Po roce 1989 začal znovu publikovat především v Literárních novinách, Listech a Lidových novinách, roku 1990 se stal spisovatelem z povolání, ale ještě téhož roku přijal nabídku vedoucího v zahraničním oddělení Českého literárního fondu. Roku 1992 byl zvolen prezidentem Českého centra Mezinárodního PEN klubu a roku 1995 se stal předsedou Rady Národní knihovny, které předsedal do roku 1998.
V roce 2011 v Kolíně na Valném sněmu Junáka obdržel za dlouholetou práci pro skautské hnutí, za život podle skautského slibu a zákona, a za celoživotní příklad ostatním nejvyšší skautské ocenění – Řád Stříbrného vlka. V roce 2013 byl oceněn Cenou Josefa Škvoreckého za čtyři řady seriálu Zdivočelá země. Účastnil se skautských podvečerů v divadle Kolowrat, které uspořádalo Masarykovo demokratické hnutí.
V roce 2016 byl zvolen starostou Umělecké besedy. 23. května 2019 mu byl tento mandát Valnou hromadou Umělecké besedy prodloužen o další tři roky.
V roce 2017 vyšla kniha rozhovorů se Stránským od Renaty Kalenské Doktor vězeňských věd.
Zemřel 29. května 2019 ve věku 87 let. 10. června 2019 proběhla v Týnském chrámu zádušní mše na jeho památku, které se účastnily mnohé osobnosti veřejného života, například Karel Schwarzenberg. Mši sloužil kardinál Dominik Duka.

## Rozhlasové glosy
Po roce 1989 působil v Českém rozhlase jako autor rozhlasových glos. V prosinci roku 2015 neodvysílal Český rozhlas jeho pravidelnou glosu s názvem Budu zlobit dál a navrhl mu ukončení spolupráce - údajně z ekonomických důvodů. Obecně prospěšná společnost Kverulant.org ji nahrála ve své režii a prezentovala na svých stránkách. Kverulant.org společně českým PEN klubem protestoval proti odchodu Jiřího Stránského z rozhlasu. V dubnu 2016  Český rozhlas Plus s Jiřím Stránským uzavřel novou smlouvu a spolupráce s ním trvala téměř až úmrtí Jiřího Stránského v květnu 2019.

## Dílo
Ve vězení se setkal s katolickými spisovateli, což jej podnítilo ke psaní.
- Za plotem, psáno ve vězení (1953–1960), publikováno 1999 (básně)
- Štěstí, 1969, soubor povídek, drtivá většina výtisků byla zabavena a zničena. Kompletně vydáno až v r. 1990
- Zdivočelá země, 1970, próza o osidlování pohraničí a jeho drancování po odsunu sudetských Němců. Zfilmováno 1997
- Aukce, 1997 pokračování Zdivočelé země, které končí rokem 1989
- Přelet, 2001
- Povídačky pro moje slunce, 2002
- Tichá pošta, 2002. Zfilmováno 2025
- Povídačky pro Klárku, 2004
- Perlorodky, 2005
- Srdcerváč, 2005 – kniha rozhovorů ve spolupráci s Janem Lukešem
- Stařec a smrt, 2007
- Oblouk, 2009 – generační román
- Tóny, 2012 – novela
- Balada o pilotovi, 2013 – novela vyprávějící příběh Karla Balíka, otce Stránského manželky
- Štěstí napodruhé, 2019

### Povídky
- Náhoda, 1976
- Vánoce, 1976
- Přelet, 1976
- Dopisy bez hranic (Lasica, Stránský), 2010

### Hry
- Latríny, 1972
- Labyrint, 1972
- Claudius a Gertruda, premiéra 7. prosince 2007, divadelní spolek Kašpar, Divadlo v Celetné, režie Jakub Špalek

### Filmy podle námětů Jiřího Stránského
- Bumerang, 1996 – režie Hynek Bočan
- Zdivočelá země, 1997 – film
- Zdivočelá země, seriál 1997 a 2001 – režie Hynek Bočan
- Uniforma, 2001 – režie Hynek Bočan
- Žabák, 2001 – režie Hynek Bočan
- Kousek nebe, 2005 – režie Petr Nikolaev
- Balada o pilotovi, 2018 – režie Ján Sebechlebský
- Tichá pošta, 2025 – režie Ján Sebechlebský

## Ocenění
- medaile Za zásluhy  1. stupeň (2001)
- 2015: Rytíř české kultury – ocenění a titul Ministerstva kultury ČR (předáno ministrem kultury Danielem Hermanem)[8]
- 2015: Cena Arnošta Lustiga[9]